# 张执中
张执中（？—？），北直隶保定府清苑县（今河北省保定市）人，明朝政治人物。
明嘉靖二十五年（1546）丙午科举人，嘉靖三十五年至三十八年（1556-1559）任山东日照县知县，任内在县城西增筑土城，并改建文庙于东门外。